# Polly Moran
Polly Moran est une actrice américaine née à Chicago, Illinois, le 28 juin 1883, et morte à Los Angeles, Californie, le 25 janvier 1952.

## Filmographie partielle
- 1915 : Their Social Splash d'Arvid E. Gillstrom et F. Richard Jones
- 1918 : Saucy Madeline de F. Richard Jones
- 1918 : Two Tough Tenderfeet de Hampton Del Ruth et F. Richard Jones
- 1921 : Le Vertige (Two weeks with Pay) de Maurice S. Campbell
- 1927 : Londres après minuit (London After Midnight) de Tod Browning
- 1927 : L'Ennemie (The Enemy) de Fred Niblo
- 1927 : Bringing Up Father de Jack Conway
- 1928 : Mirages (Show People) de King Vidor
- 1928 : La Femme divine (The Divine Woman) de Victor Sjöström
- 1928 : Rose-Marie de Lucien Hubbard
- 1928 : Came the Dawn de Arch Heath
- 1928 : Dans la ville endormie (While the City Sleeps) de Jack Conway
- 1929 : Chinoiseries (China Bound) de Charles Reisner
- 1929 : So This Is College de Sam Wood
- 1929 : Coureur (Speedway) de Harry Beaumont
- 1929 : Hollywood chante et danse (The Hollywood Revue of 1929) de Charles Reisner
- 1930 : Mademoiselle, écoutez-moi donc ! (The Girl Said No)
- 1930 : Way for a Sailor de Sam Wood
- 1930 : Way Out West de Fred Niblo
- 1930 : Chasing Rainbows de Charles Reisner
- 1930 : La Bande fantôme (Remote Control) de Nick Grinde, Malcolm St. Clair et Edward Sedgwick
- 1930 : Pension de famille (Caught Short) de Charles Reisner
- 1931 : Reducing de Charles Reisner
- 1931 : Guilty Hands de W. S. Van Dyke
- 1931 : It's a Wise Child de Robert Z. Leonard
- 1931 : Élection orageuse (Politics) de Charles Reisner
- 1931 : Les Bijoux volés (The Stolen Jools ou The Slippery Pearls) de William C. McGann
- 1932 : Le Plombier amoureux (The Passionate Plumber) d'Edward Sedgwick
- 1933 : Alice au pays des merveilles (Alice in Wonderland) de Norman Z. McLeod
- 1949 : Madame porte la culotte (Adam's Rib) de George Cukor